# Alsókötőjel
Az aláhúzásjel, alsókötőjel vagy alulvonás (angolul underscore, underline, néha low line) ( _ ) eredetileg az aláhúzás jelölésére szolgáló karakter; ASCII-kódja 95. A magyar, amerikai és nemzetközi billentyűzeten is a kötőjellel egy billentyűn van. A Unicodeban U+005F-ként, LOW LINE néven szerepel.
Ez a karakter az írógépek korából maradt ránk. A dokumentumszerkesztő programok előtt ugyanis az volt az egyetlen módja a szavak aláhúzásának, hogy a szöveg legépelése után a kocsit visszahúzták a sor elejére, majd a sort alsókötőjelekkel „felülírták” (többek között ennek a digitalizálására jött létre a CR (carriage return) karakter).
Mivel a legtöbb informatikai rendszerben a szóköznek speciális, elválasztó szerepe van, ezért gyakran használják az alsókötőjelet szóköz helyett fájl- és mappanevekben (valamint ebből következően az internetes URL-ekben), e-mail-címekben, programozási nyelveknél azonosítókban. (Sok modern programban felhasználói nyomásra elfogadják azonosítókban a szóközt és néhány írásjelet, de van, ahol szigorúan tartják a szabályokat.)
Régi rendszerekben azért terjedt el, mert gyakran volt szükség több szóból álló függvény- és változónevekre, de a lyukkártyákon nem különböztettek meg kisbetűket, így nem lehetett volna TeVe-betűket (két nagy betűt tartalmazó szót) használni. Mivel a szóköz nyelvi elemeket választott el, és a kötőjel kivonást jelentett, viszont az akkortájt megjelenő ASCII-ben szerepelt az aláhúzásjel, ezért sok helyen a mai napig azt használják.
Néhány dokumentumszerkesztő automatikusan aláhúzza az alsókötőjelekkel körülvett szöveget, pl. az _aláhúzott_-ból aláhúzott lesz (a Microsoft Wordben és a LibreOffice Write-ban dőlt betűs lesz: _dőlt_ → dőlt).
Nem a kötőjel helyettesítője, és általában nem szabad erre vagy vízszintes vonal készítéséhez használni, bár egyes hírügynökségek a speciális karakterek (köztük a gondolatjel és a nagykötőjel) helyett aláhúzásjel használatát kérik a kéziratokban.
Néhány afrikai és amerikai bennszülött nyelvben mellékjelként használják. Az aláhúzásjelet néha alsó pontként (Unicode: COMBINING DOT BELOW, kombinált alsó pont) használják a romanizált arabban és héberben.